# Графство Вьолпе
Графството Вьолпе (на немски: Grafschaft Wölpe) е графство в Свещената Римска империя при Нинбург на Везер, в Долна Саксония в Германия. Линията на графовете на Вьолпе изчезва през 1302 г. Тяхната резиденция бил замък Вьолпе в Нинбург. Замъкът днес не съществува.

## История
Със смъртта на Бернхард III фон Вьолпе през 1310 г. линията на рода свършва. Последният граф е Ото фон Вьолпе (1258 – 1307), който става духовник. Той няма мъжки наследник и продава графството Вьолпе през 1301 г. на граф Ото фон Олденбург-Делменхорст, който го продава през 1302 г. за 6500 сребърни марки на херцог Ото II фон Брауншвайг-Люнебург.

## Значими представители
- Бернхард II (1176 – 1221)
- Изо фон Вьолпе (1167 – 1231), епископ на Ферден